# SN 2007eo
SN 2007eo – supernowa typu Ia odkryta 5 czerwca 2007 roku w galaktyce A172846+2210. W momencie odkrycia miała maksymalną jasność 19,00m.